# Progressive Aerodyne SeaRey

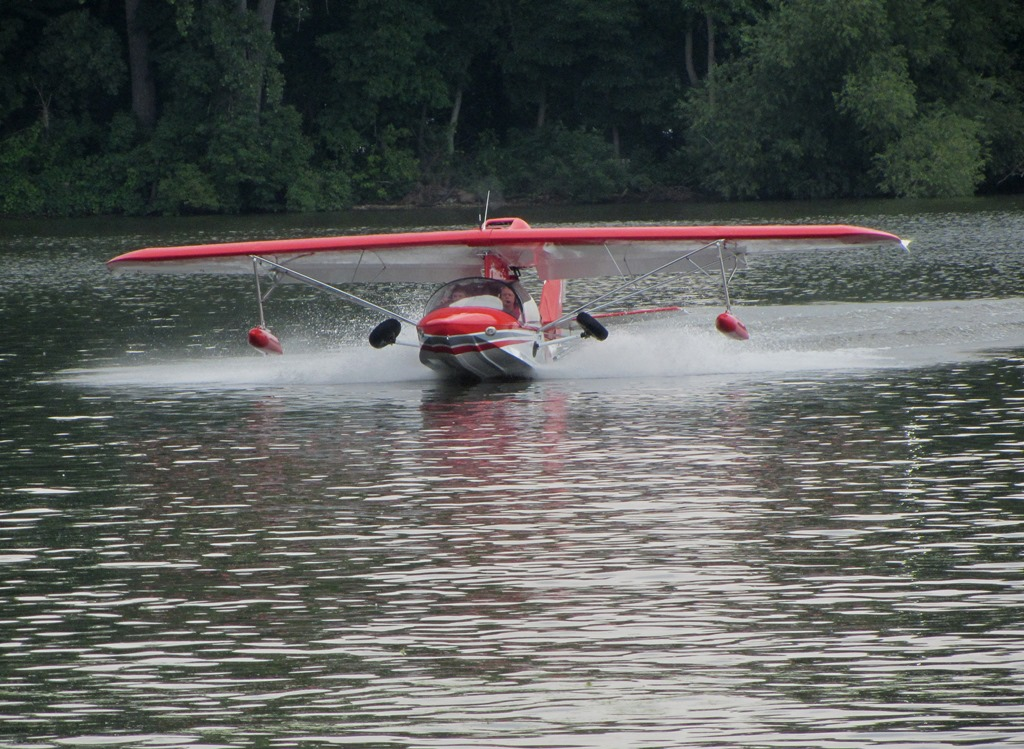
SeaRey bei der Wasserung

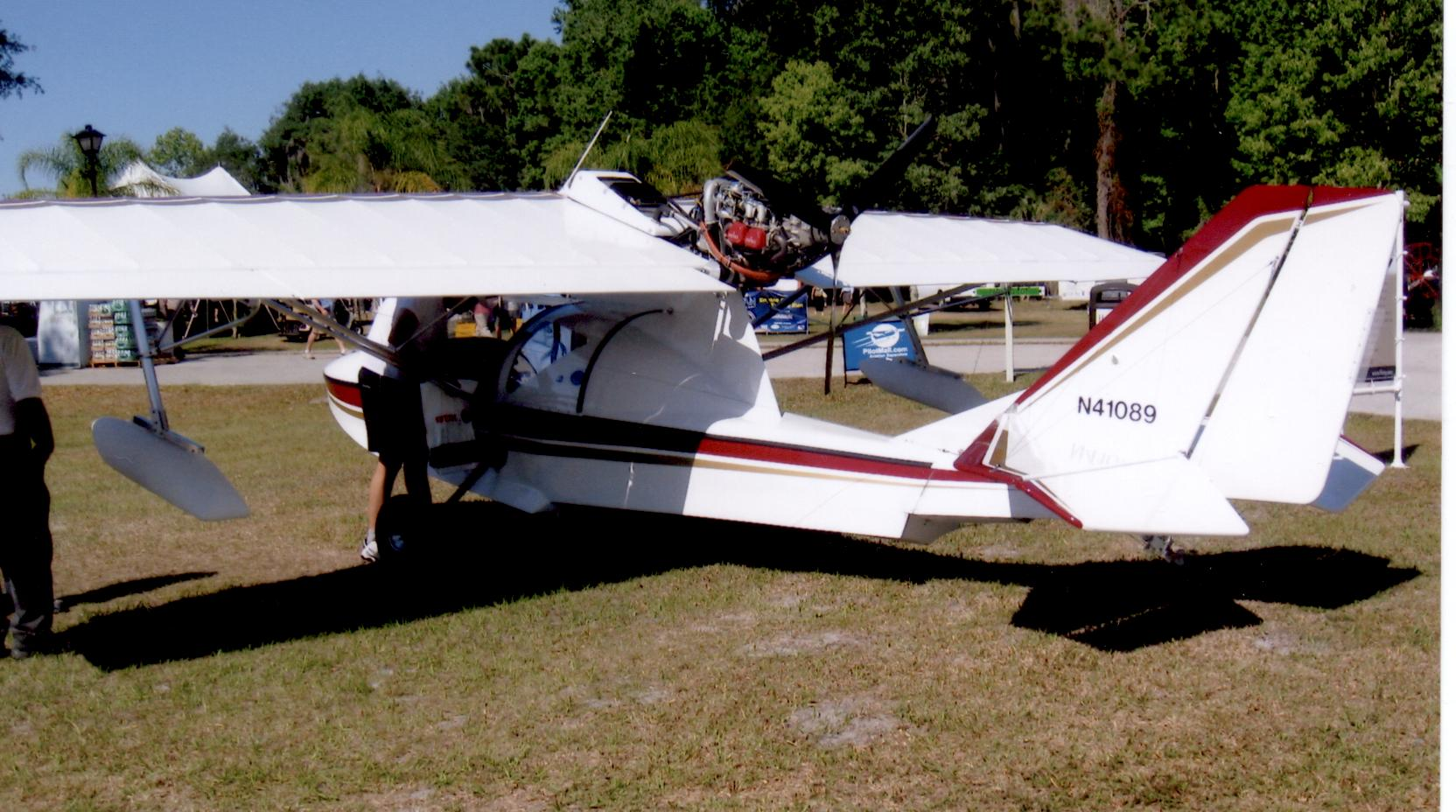
SeaRey im April 2009

Die Progressive Aerodyne SeaRey ist ein einmotoriges, zweisitziges Flugboot des US-amerikanischen Flugzeugherstellers Progressive Aerodyne aus Tavares in Florida. Es absolvierte seinen Jungfernflug am 13. November 1992 und wird als Bausatz und als Light Sport Aircraft verkauft.

## Geschichte
Die Geschichte der SeaRey begann bereits 1978 mit der Einführung des Ultraleichtbausatzes Advanced Aviation Hi-Nuski. In den frühen 1970er Jahren gründeten Stanley Richter, sein Sohn Wayne, Waynes Frau Nina und Waynes Sohn Kerry das Unternehmen Advanced Aviation, mit dem sie eine Reihe von Flugzeugen entwickelten und bauten. Das Unternehmen baute die Flugboote Buccaneer XA und die zweisitzige Buccaneer II für Highcraft AeroMarine und entwickelte die Buccaneer SX. Im Jahr 1992 wurde das Unternehmen verkauft.
Im Juni 1992 gründeten Wayne und Kerry Richter zusammen mit der ehemaligen Angestellten von Advanced Aviation Paige Lynette das Unternehmen Progressive Aerodyne und entwickelten den ersten Prototyp der SeaRey. Die SeaRey absolvierte ihren Erstflug am 13. November 1992 und übertraf mit einer Höchstgeschwindigkeit von 105 mph (169 km/h) die Konstruktionsziele.
Zwischen der Markteinführung 1992 und 2006 wurden über 400 Bausätze an Käufer ausgeliefert.

## Konstruktion
Die SeaRey ist ein abgestrebter Hochdecker mit einer Spannweite von rund 31 ft (9 m). Die stoffbespannten, zur Spitze verjüngten Tragflächen sind nach hinten gepfeilt.
Für den amphibischen Betrieb konzipiert, besteht der Rumpf der SeaRey aus einer Halbschale ähnlich der eines Boots. Die Bug- und Heckabdeckungen sind mit dem Bootsrumpf vernietet. In der Basisausführung bestehen die Teile aus glasfaserverstärktem Kunststoff. Gegen Aufpreis sind sie jedoch auch aus kohlenstofffaserverstärktem Kunststoff verfügbar, wodurch des Gesamtgewicht um etwa 32 Kilogramm reduziert wird. An den Tragflächen sind mittels Aluminiumstreben schleudergegossene Schwimmer angebracht.
Das Design der SeaRey wurde immer weiter verbessert. So entstanden die Modelle A, B, und C. Das C-Modell ist sowohl aus kohlenstofffaser- wie auch aus glasfaserverstärktem Kunststoff erhältlich.
Die Frontscheibe und die Schiebefenster an beiden Seiten bestehen aus Polycarbonat. Die Kanzel ist auf Schienen montiert, kann im Flug geöffnet, aber auch am Boden verriegelt werden.
Das Triebwerk der SeaRey ist mittig über den Tragflächen angebracht und treibt einen Druckpropeller an. Als Antrieb stehen ein Rotax 582 mit einer Nennleistung von 64 PS (47 kW), ein Rotax 912 mit 80 PS (59 kW), ein Rotax 912S mit 100 PS (74 kW) oder ein turboaufgeladener Rotax 914 mit 115 PS (85 kW) zur Verfügung. Im Dezember 2017 wurde die Maschine auch mit einem turboaufgeladenen Rotax 915 iS mit 135 PS (99 kW) getestet.
Das Fahrwerk der SeaRey besteht aus einem Spornradfahrwerk mit einziehbarem Hauptfahrwerk. Ursprünglich wurden alle drei Räder des Fahrwerks für den Wasserbetrieb mechanisch eingezogen. Später wurden auch hydraulische und elektrische Varianten angeboten, wobei die elektrische Variante die beliebteste, die mechanische jedoch die leichteste ist.
Laut des Herstellers benötigt ein erfahrener Selbstbauer etwa 400 Stunden, ein Erstbauer circa 600 Stunden für den Bau des Flugzeugs.

## Versionen
SeaRey Adventure
Rumpf aus glasfaserverstärktem Kunststoff, angetrieben von einem Rotax 912S mit 100 PS (74 kW) oder einem Rotax 914 mit Turbolader und 115 PS (85 kW), ausgestattet mit analogen Instrumenten.
SeaRey Elite
Rumpf aus kohlenstofffaserverstärktem Kunststoff, angetrieben von einem turboaufgeladenen Rotax 914 mit 115 PS (85 kW), ausgestattet mit Glascockpit.
SeaRey LSX
Bausatz für den Selbstbau.

## Technische Daten (Rotax 912)

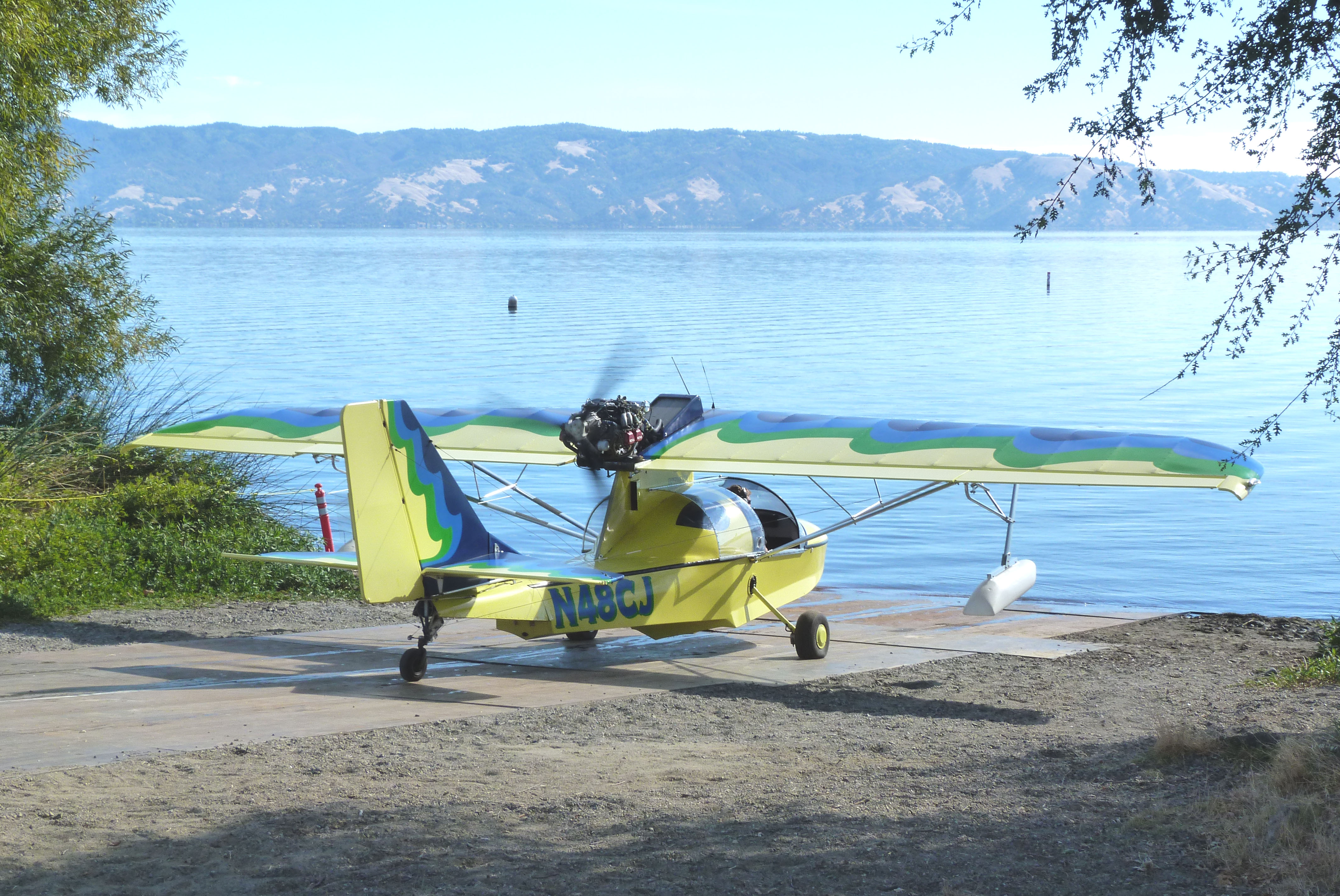
SeaRey

| Kenngröße             | Daten                           |
| --------------------- | ------------------------------- |
| Besatzung             | 1                               |
| Passagiere            | 1                               |
| Länge                 | 22,42 ft (6,83 m)               |
| Spannweite            | 30,83 ft (9,4 m)                |
| Höhe                  | 6,42 ft (1,96 m)                |
| Flügelfläche          | 157 ft² (15 m²)                 |
| Leermasse             | 820 lb (372 kg)                 |
| max. Startmasse       | 1.370 lb (621 kg)               |
| Reisegeschwindigkeit  | 74 kn (137 km/h)                |
| Höchstgeschwindigkeit | 100 kn (185 km/h)               |
| Dienstgipfelhöhe      | 12.500 ft (3.810 m)             |
| Triebwerke            | 1 × Rotax 912 mit 80 PS (59 kW) |

## Trivia
Im Jahr 2015 flog Michael Smith mit einer SeaRey über einen Zeitraum von sieben Monaten als erster Mensch mit einem einmotorigen Flugboot einmal um die Erde.